# Панаит, Чиприан
Мариуш Чиприан Панаит (рум. Marius Ciprian Panait; род. 22 ноября 1976, Плоешти, Румыния) — румынский футбольный тренер. Главный тренер катарского клуба «Аль-Харитият».

## Клубная карьера
Чиприан начал свою карьеру тренера в качестве ассистента в эмиратском клубе «Аль-Айн», в тренерском штабе своего соотечественника Ангела Йордэнеску. В январе 2007 года вернулся на родину и стал работать на аналогичной должности в бухарестском «Рапиде». Он проработал там до сентября того же года, а уже в октябре стал ассистентом в «Чахлэуле». Следующей командой тренера стал клуб из его родного города «Плоешти», где он пробыл полгода.